# Kvartar
Kvartar je posljednji geološki period koji je počeo prije 2,5 milijuna godina i u kojem se razvio suvremeni čovjek. Kvartar je zadnji period u kenozoiku. To je geološko razdoblje u kojem je došlo do značajnih klimatskih promjena.
Kvartar je formalno geokronološki i kronostratigrafski definiran i ratificiran kao jedinica ere, tj. eratema kenozoik. Kvartar je subera. Baza kvartara definirana je podinom GSSP kata, tj. doba gelasij te time obuhvaća zadnjih 2.6 milijuna godina Zemljine povijesti. Gelasij se do nedavno smatrao najmlađim katom pliocenske serije, a njegovim priključenjem kvartaru on postaje epoha.
Kontinenti koji se nalaze na osam velikih i mnoštvu manjih ploča, polako se pomiču na rastaljenom dijelu stijena u astenosferi. Granice ploča prošarane su pukotinama, valovitim hrptovima i vulkanima. 
Himalaja i dalje raste dok je havajsko otočje puno aktivnih vulkana.
Kvartar se dijeli na pleistocen i holocen.

## Poveznice
- Geološka razdoblja